# Dynamos FC (Zimbabwe)
Dynamos Football Club – zimbabwejski klub piłkarski założony w 1963 roku w Harare. Dynamos rozgrywa swoje mecze na stadionie Rufaro w Harare (pojemność: 45000 miejsc). Wśród kibiców w Zimbabwe klub zwany jest „DeMbare” (ponieważ ma siedzibę w dzielnicy Harare zwanej Mbare) oraz „Glamour Boys” („Czarujący Chłopcy”). Klub występuje w pierwszej lidze Zimbabwe i gra w nim wielu zawodników reprezentacji Zimbabwe.
Największymi rywalami Dynamos FC są Highlanders FC. W ostatnich latach klub borykał się z problemami finansowymi, jednak ciągle pozostaje najpopularniejszym klubem w Zimbabwe.

## Osiągnięcia
- Mistrz Zimbabwe: 12

1980, 1981, 1982, 1983, 1985, 1986, 1988, 1989, 1991, 1994, 1995, 1997
- Puchar Zimbabwe: 4

1985, 1988, 1989, 1996
- Puchar Niepodległości Zimbabwe: 5

1983, 1990, 1995, 1998, 2004
- Tarcza Dobroczynności Zimbabwe: 1

2002
- Puchar OK Woza Bhora: 1

2004